# Тръстеница
Тръстенѝца или Трещенѝца (на гръцки: Κρυοπηγή, Криопиги, до 1927 Τρεστενίτσα, Трестеница) е бивше село в Република Гърция, разположено на територията на дем Зиляхово, област Централна Македония.

## География
Селото е било разположено на северния бряг на река Драматица в пролома ѝ Таш Олук на 3,5 километра южно от Алистрат.

## История

### Етимология
Според Йордан Н. Иванов името е от тръстен < тръст, тръстика, старобългарски тръстѣнъ, тръсть. Но географският ареал сочи, че обликът Трещеница е първичен - старо * трѣшч'ана, производно от трещя, тряскам, старобългарското трѣштати, трѣштити, трѣскати, застъпен широко в българската и славянската топонимия.

### В Османската империя
В османски данъчни регистри на немюсюлманското население от вилаета Зъхна от 1659-1660 година селото е отбелязано като Дърстениче, с 22 джизие ханета (домакинства).
В поменик в Кушнишкия манастир от началото на XVIII век са записани имената на жителите на Трестеница Пѣйку, Стойку, Панчиу, Герги, Стоиу, Злату, Иовани, Дойку, свещеник Вену, Панчу, Стойну, Драгану, Милиу, Стояни.
В края на XIX век Тръстеница е чисто българско село в Зъхненската каза на Серския санджак в Османската империя. Гръцка статистика от 1866 година показва Трестеница (Τρεστενίτσα) като село със 125 жители православни българи. В 1889 година Стефан Веркович („Топографическо-этнографическій очеркъ Македоніи“) отбелязва Трестеница като село с 42 български къщи.
В „Етнография на вилаетите Адрианопол, Монастир и Салоника“, издадена в Константинопол в 1878 година и отразяваща статистиката на населението от 1873 Тръстеница (Trësténitsa) е посочено като село с 52 домакинства и 180 жители българи.
В 1891 година Георги Стрезов пише:
| „ | Трещеница, село на И от Зиляхово 2 часа път; на Ю от Скрижово нещо 3/4 ч. Освен земеделие минува с винарство; сее се анасон, памук. Гръцка църква. Къщи 60, българе. | “ |

Към 1900 година според статистиката на Васил Кънчов („Македония. Етнография и статистика“) в Търстеница живеят 320 души, всички българи християни. По данни на секретаря на Българската екзархия Димитър Мишев („La Macédoine et sa Population Chrétienne“) през 1905 година в Тръстеница (Tristenitza) има 240 българи патриаршисти.

### В Гърция
След Междусъюзническата война в 1913 година Тръстеница попада в Гърция.

## Личности
Родени в Тръстеница
- Георги Муструков (1883 – 1920), български политик от БРСДП и БКП
- Кочо Муструка (1836 – 1901), български революционер, деец на Македонския комитет и ВМОРО